# Trupanea pseudovicina
Trupanea pseudovicina är en tvåvingeart som först beskrevs av Erich Martin Hering 1947.  Trupanea pseudovicina ingår i släktet Trupanea och familjen borrflugor. Inga underarter finns listade i Catalogue of Life.